# 栾云平
欒云平（1984年3月20日—），本名欒博，字“云平”，中華人民共和國相聲演員，毕业于清華大學美術學院（原中央工藝美術學院）自考大專班。

## 经历
欒云平於2006年拜師成為“云”字科成員，現為德云一队隊長，兼任德云社演出部副總，搭檔是高峰。
- 2010年10月 2日 德雲社在「中國相聲精品節目系列展演」中為欒雲平開辦了相聲專場，並於網絡上直播。[2]
- 2018年 7月 8日 赴日本东京参加“德云社全球巡演东京站”演出。[3]
- 2020年12月 8日 由中央广播电视总台联合国家文物局，在总台“央视频”5G新媒体平台上共同推出的文博类系列直播《文物“潮”我看》特别节目《一根中轴线穿越京城八百年》。[4]

## 演出相關

#### 網路劇
| 首播年份 | 播出平台 | 片名             | 角色   | 備註 |
| 2017年   | 搜狐視頻 | 《林子大了》     | 欒書培 |      |
| 2019年   | 愛奇藝   | 《能耐大了》     | 欒書培 |      |
| 2022年   | 愛奇藝   | 《瓦舍江湖》     | 老闆   |      |
| 待播     | 騰訊視頻 | 《北緯路甲一號》 | 裴知節 |      |

#### 話劇
| 出演年份 | 劇名         | 角色   | 備註 |
| 2022年   | 《窩頭會館》 | 肖啓山 |      |

#### 常駐综艺
| 首播日期 | 首播日期               | 電視臺   | 節目名稱             | 備註   |
| 2020年   | 8月27日-10月30日       | 騰訊視頻 | 《德云鬥笑社第一季》 |        |
| 2021年   | 2月13日-15日           | 天津衛視 | 《青春德雲社》       | 主持人 |
| 2021年   | 8月20日-10月24日       | 騰訊視頻 | 《德云鬥笑社第二季》 |        |
| 2021年   | 12月24日-2022年4月21日 | 天津衛視 | 《青春守藝人》       | 主持人 |

#### 相聲作品
| 作品         | 表演者       | 剧场         | 備註              |
| 《汾河灣》   | 欒雲平、高峰 | 天桥德云社   |                   |
| 《托妻獻子》 | 欒雲平、高峰 | 天桥德云社   |                   |
| 《吃元宵》   | 欒雲平、高峰 | 天桥德云社   |                   |
| 《家庭论》   | 欒雲平、高峰 | 黑龙江德云社 | 2023年5月30日     |
| 《学方言》   | 欒雲平、高峰 | 黑龙江德云社 | 2023年5月31日     |
| 《渭水河》   | 欒雲平、高峰 | 黑龙江德云社 | 2023年6月1日      |
| 《下象棋》   | 欒雲平、高峰 | 黑龙江德云社 | 2023年6月2日      |
| 《洪洋洞》   | 欒雲平、高峰 | 天桥德云社   | 2023年5月16日     |
| 《吃元宵》   | 欒雲平、高峰 | 天桥德云社   | 2023年5月17日     |
| 《献地图》   | 欒雲平、高峰 | 天桥德云社   | 2023年5月18日     |
| 《山东二黄》 | 欒雲平、高峰 | 吉林德云社   | 2023年4月25日     |
| 《打白狼》   | 欒雲平、高峰 | 三里屯德云社 | 2023年4月18日     |
| 《山西家信》 | 欒雲平、高峰 | 三里屯德云社 | 2023年4月19日     |
| 《学英语》   | 欒雲平、高峰 | 三里屯德云社 | 2023年4月15日午场 |
| 《阴阳五行》 | 欒雲平、高峰 | 三里屯德云社 | 2023年4月15日晚场 |
| 《学评戏》   | 欒雲平、高峰 | 三里屯德云社 | 2023年4月16日晚场 |

## 外部連結
- 栾云平的新浪微博

| 从师   | 辈分   | 收徒                                        |
| 郭德綱 | 第九代 | 高筱宝、李筱奎、侯筱楼 高筱贝、过筱桥、文皓 |